# Giuseppe Barone (presbitero)
Giuseppe Barone (Alcamo, 29 aprile 1914 – Alcamo, 22 novembre 2004) è stato un presbitero e filosofo italiano.

## Biografia
Nacque ad Alcamo, nella Provincia di Trapani; dopo avere finito gli studi teologici nel Seminario Vescovile di Mazara del Vallo, fu ordinato sacerdote il 13 marzo del 1937.
Frequentò, quindi, la Pontificia Università Gregoriana di Roma dove conseguì la laurea in Filosofia il 19 giugno 1946, trattando la tesi dal titolo: L'Umanesimo filosofico di Giovanni Pico della Mirandola.
Ebbe subito la nomina di Canonico della Collegiata di Alcamo, poi dal 1949 al 1956 quella di Vicario foraneo e Visitatore dei Monasteri; dal maggio 1951 fu nominato anche Canonico Onorario della cattedrale di Trapani.
Nel mese di novembre 1956 fu pure nominato Cameriere Segreto Soprannumerario di Sua Santità; fu quindi professore di lettere e filosofia del Seminario di Mazara del Vallo e, per 16 anni, delegato Vescovile alla dirigenza dell'Istituto Magistrale legalmente riconosciuto "Maria Santissima Immacolata" di Alcamo.
Per diversi anni, è stato anche Rettore della Chiesa della Sacra Famiglia e della Badia Nuova; inoltre è stato membro del Consiglio presbiterale diocesano e docente di Filosofia presso il Seminario Vescovile di Trapani.

### Opere
Monsignor Barone, personaggio dotato di cultura e di pensiero critico, ha scritto diversi importanti saggi.
Questo è l'elenco delle sue opere: 
- Il Santuario; Alcamo, 1946-1947
- La Nuova parrocchia di S.Oliva; ed. Bagolino, Alcamo, 1947
- Giovanni Pico della Mirandola - profilo biografico del celebre umanista; ed. Gastaldi, Milano-Roma, 1948
- L'Umanesimo Filosofico di Giovanni Pico della Mirandola - Studio del Pensiero Pichiano; ed. Gastaldi, Milano-Roma, 1948
- Quattro saggi; ed. Accademia degli Studi "Ciullo", Alcamo, 1951
- Donna Ideale - Ideale di donna; ed. Accademia degli Studi "Ciullo", Alcamo, 1951
- Didactica Magna di Comenius (traduzione italiana); ed. Principato, Milano, 1953
- Scuola Libera, ed. Bagolino, Alcamo, 1955
- Il Vero Maestro -Lineamenti di educazione; ed. Bagolino, Alcamo, 1956
- Verità e Vita; ed. Cartografica, Alcamo, 1958
- De hominis dignitate, di Giovanni Pico della Mirandola, Firenze, 1960
- La Congregazione di Gesù Maria e Giuseppe nella chiesa della Sacra Famiglia di Alcamo, Accademia di studi Cielo d'Alcamo, 1969.
- La più bella preghiera, Alcamo, 1972
- Antologia pichiana: letture filosofico-pedagogiche; ed. Virgilio, Milano, 1973
- La docta pietas, di Sebastiano Bagolino erudito alcamese del sec. XVI; tip. Bosco, Alcamo, 1979
- Maria fonte di Misericordia e Madre dei Miracoli Patrona di Alcamo; tip. Sarograf, Alcamo, 1984
- Dialogo con gli invisibili; tip. Bosco, Alcamo, 1987